# Letiště Sydney
Mezinárodní letiště Kingsforda Smithe v Sydney (IATA: SYD, ICAO: YSSY) (anglicky: Kingsford Smith International airport in Sydney) se nachází v australském přístavím městě Sydney. Je to domácí letiště aerolinií Qantas.
Smithovo letiště je jedno z nejstarších a nepřetržitě používaných letišť na světě. V roce 2003 se stalo 28. nejvytíženějším na světě, ale od té doby se v top 30 žebříčku neukázalo.

## Historie

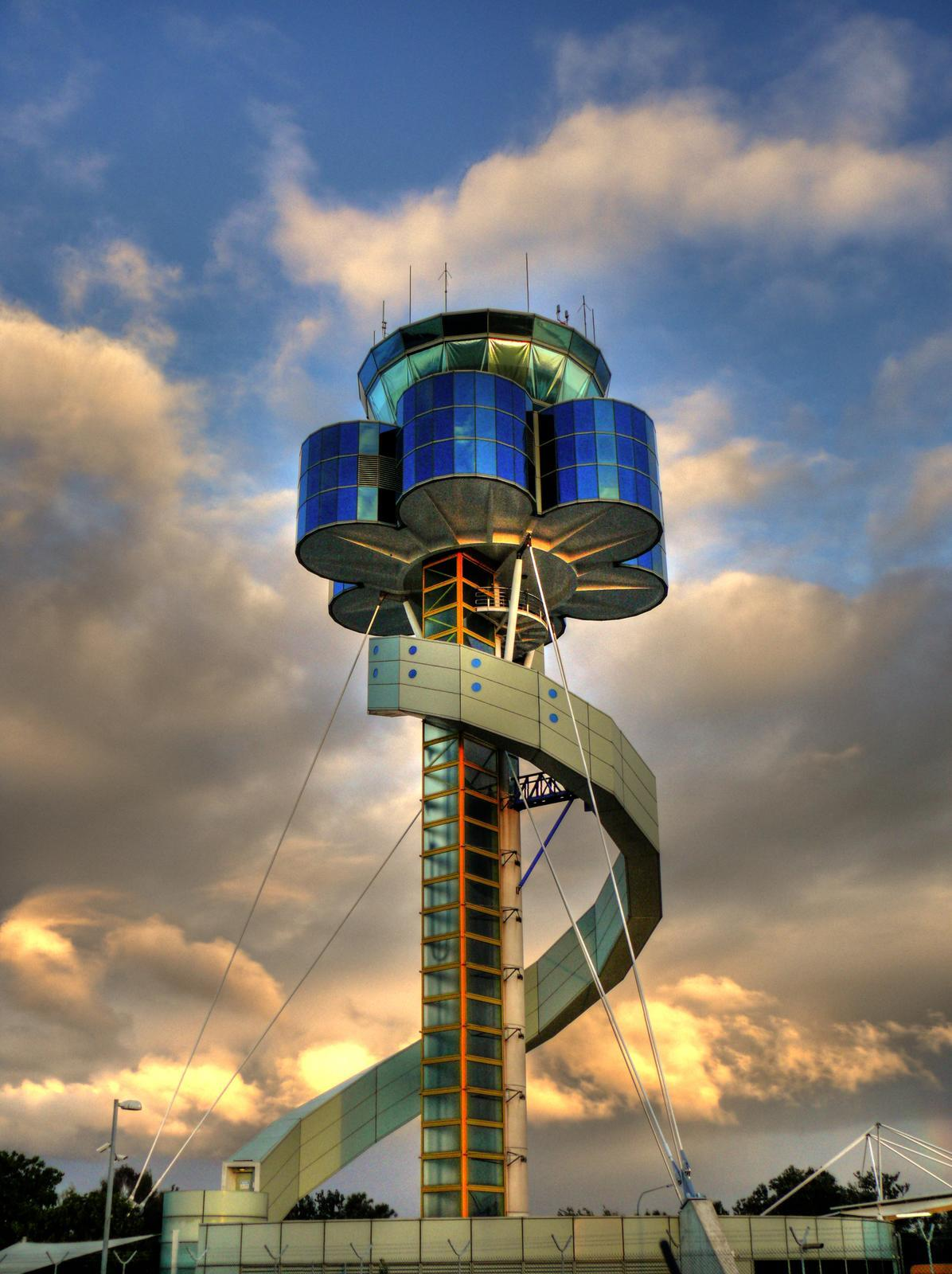
Kontrolní věž

Letiště bylo založeno v roce 1920 s názvem Sydney Airport (Letiště Sydney). V roce 1953 bylo na počest australského průkopnického pilota Charlese K. Smithe nazváno jeho jménem. První zpevněná dráha byla vybudována v roce 1933. V roce 1960 se vyskytly první zmínky o nutnosti mezinárodního terminálu, ten byl slavnostně otevřen 3. května 1970 za společnosti královny Alžběty II.
Prvním velkým letadlem, které na Smithově letišti přistálo, byl Boeing 747 „Jumbo Jet“ společnosti Pan American 4. října 1970. V tomtéž roce bylo rozšířena i druhá ranvej. V roce 1992 byl zrekonstruován mezinárodní terminál. Nakonec byla postavena i třetí ranvej.

## Vybavení a vzhled
Letiště má tři terminály – Terminál 1 mezinárodní, Terminál 2 domácí a Terminál 3 VIP. Je zde také cargo terminál, kontrolní věž a parkoviště. Terminály jsou moderně zařízené, mají restaurace, toalety, dětské koutky, autopůjčovny apod.
Všechna letadla přistávají a vzlétají na třech ranvejích o délkách 2530 metrů, 2438 metrů a 3 962 metrů.